# NGC 752

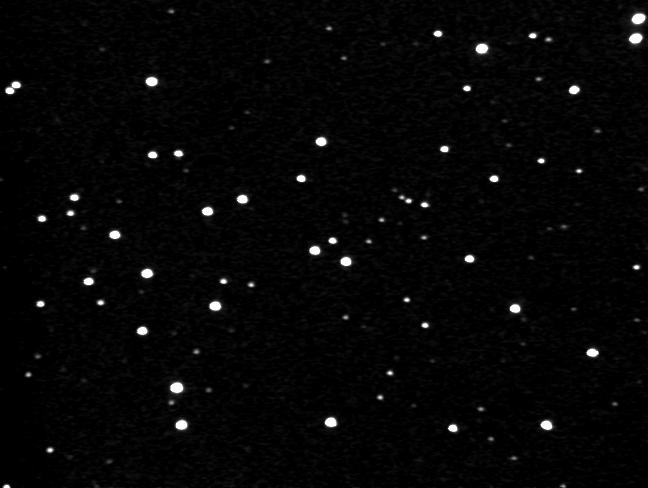
NGC 752

NGC 752 sau Caldwell 28 este un roi deschis din constelația Andromeda. 